# 鄭斗彥
鄭斗彦（：／，1957年3月6日—2019年7月16日），韓國官僚和政治人物，行政學者，歷任首爾特別市副市長、第17－19任韓國國會議員，被认为是前总统李明博的重要“亲信”，2019年7月16日午後其遗体在首爾市内的公園附近被发现。

## 著作
- 《最好的总理，最坏的总理》（《최고의 총리 최악의 총리/》）
- 《韩国的保守，立于悬崖》（《한국의 보수, 비탈에 서다/》）

## 关联项目
- 李明博
- 李会昌

## 外部連結
- 鄭斗彦 
- 鄭斗彦 Naver Blog （页面存档备份，存于） 
- 鄭斗彦 tistory Blog （页面存档备份，存于） 